# Betuloideae
Betuloideae — підродина квіткових рослин із родини березових. Підродина містить 2 види: вільха (Alnus), береза (Betula).
- Рід вільха містить 41 вид, що поширені в Євразії, Північній Африці, Північній Америці, на заході Південної Америки[3].
- Рід береза містить 59 видів, що поширені в Євразії, Марокко, Північній Америці[4].